# Allocyclops botosaneanui
Allocyclops botosaneanui is een eenoogkreeftjessoort uit de familie van de Cyclopidae. De wetenschappelijke naam van de soort is voor het eerst geldig gepubliceerd in 1981 door Plesa.